# Puerto Norte (Rosario)
Puerto Norte es un barrio de la Ciudad de Rosario, Argentina. Su ubicación cercana a la zona céntrica de la ciudad y su privilegiada vista al río, hacen de este barrio uno de los lugares más atractivos de Rosario.
Este espacio se está transformando en uno de los barrios más exclusivos y costosos de Rosario, en el cual se encuentran la mayoría de los edificios más lujosos, y más altos. 
Debe su nombre al extremo norte del antiguo puerto, hoy reducido a solo una franja en el extremo sur de la ciudad, administrado por el ENAPRO (Ente Administrador del Puerto Rosario).

## Historia y antecedentes
En 1852, Rosario es declarada ciudad y con el apoyo del General Justo José de Urquiza, se sancionó el reglamento de aduanas que permitió la navegación extranjera por el río Paraná y transformó la urbe en el "Puerto de la Confederación Argentina". Pocos años después, en 1858 el esplendor cosmopolita comenzó a marcar su estilo con un total de 9.785 habitantes, de los cuales el 22 por ciento eran extranjeros, según censo provincial de la época.
Gracias al puerto y su comercio, Rosario se convirtió en un importante centro de recepción de inmigración masiva (llegando a finales del siglo XIX con el 49 por ciento de su población nacida en el extranjero), conformándose como consecuencia de este fenómeno, numerosas colonias, barrios obreros y pueblos en los alrededores que, junto con la instalación de los ferrocarriles a partir de 1866, serán elementos claves en la constitución de las características morfológicas de la zona.
El 13 de junio de 1873 se estableció la división de Rosario en cuatro secciones: "ciudad", "extramuros", "suburbios" y "bajos". El centro histórico -que contenía actividades civiles, culturales y religiosas en torno a la Plaza, sobre la cual convivían la Iglesia y la Jefatura de Policía, consolidando su carácter de condensador social- se encontraba contenido en una primera ronda de boulevares, y estaba rodeado por una creciente periferia. Hacia el sur de la ciudad fueron expulsados los mataderos y esta zona se perfiló para actividades contaminantes; hacia el oeste se dispuso el cementerio, rodeado de campo abierto con numerosos tambos y quintas; y hacia el norte se consolidaron las mayores actividades industriales y productivas.
Hacia 1883 se ponía en funcionamiento el ferrocarril Rosario-Colonia Candelaria (Casilda), conectando así el productivo sudoeste de Santa Fe, con el Puerto de Rosario. En 1886, el ferrocarril de Buenos Aires a Rosario unió la capital del país con la ciudad, lo que provocó una transformación de la economía ferroviaria de aquella época. En un lapso de 15 años se produjo un aumento extraordinario en la construcción de los ferrocarriles de la provincia, a un promedio precipitado de 435 km por año.
Debido a que el Ferrocarril Central Argentino se introdujo en la ciudad se planteó al llegar a Rosario la necesidad de una curva destinada a acceder a la costa y al puerto, sorteando la ciudad construida de la época: esto se constituyó en el gesto fundacional de un verdadero límite al norte de la ciudad, ya que de allí en más, toda expansión urbana hacia el Norte surgió del otro lado de los terrenos ferroviarios". El Sector Norte, que contenía la mayor concentración de instalaciones ferroviarias de gran magnitud de la ciudad, encontró sus inicios a partir de la presencia del Camino Real a Santa Fe, componente de la Red Regional de Postas desde los años de la Colonia. Vía de tal categoría que, en 1862, fue reemplazada por el Camino Nuevo a San Lorenzo, sobre la costa del río Paraná, conectando áreas rurales de grandes extensiones.
La instalación en la zona de estudio del Saladero 11 de Septiembre, promovido por el General Urquiza a mediados de 1800, contribuyó al propósito inicial de fundar un polo de desarrollo capaz de descentralizar la economía porteña". Más tarde se localizó en el sector, al norte de las hoy llamadas "tres vías" (pertenecientes a los Ferrocarriles Central Argentino, Provincial de Santa Fe y Córdoba-Rosario), la Refinería Argentina de Azúcar, instalación donde se refinaba todo el azúcar que llegaba desde Tucumán por el Ferrocarril Central Argentino, para luego ser cargada en los barcos que la exportaban. Esta refinería se construyó a partir de 1887, siendo autorizada la instalación de la empresa Sociedad Anónima Refinería Argentina, por Ley N º 1911 del Estado nacional, en noviembre de 1886. Las actividades de refinado, organizadas por Ernesto Tornsquist, y las instalaciones y talleres ferroviarios se convirtieron en las principales fuentes de trabajo de la ciudad, provocando en el sector el surgimiento del "Barrio Refinería" (1890): núcleo inicial de lo que posteriormente se conformará -junto con Arroyito (1905)- como la principal barriada obrera de la ciudad. 